# بلوط دورنگ
بلوط دورنگ (نام علمی: Quercus bicolor) نام یک گونه از سرده بلوط است.